# 肖张镇
肖张镇，是中华人民共和国河北省衡水市枣强县下辖的一个乡镇级行政单位。

## 行政区划
肖张镇下辖以下地区：
肖张村、程杨村、屈家纸房村、东李纸坊村、后河西村、西李纸坊村、西赵庄村、东赵庄村、景村、前河西村、刘家纸房村、河西店村、梁纸房村和南辛庄村。